# Kanellövletare
Kanellövletare (Philydor pyrrhodes) är en fågel i familjen ugnfåglar inom ordningen tättingar.

## Utseende och läte
Kanellövletare är en medelstor, varmt färgad tätting. Den är mestadels rostbrun med mörkbrunt på hjässa och rygg samt stjärten bjärt rostorange. På huvudet syns ett tydligt ögonbrynsstreck som sträcker sig långt bakom ögat. Bland lätena hörs en mycket lång stigande drill och ett tjatter som avges som varningsläte. 

## Utbredning och systematik
Fågeln förekommer från sydöstra Colombia till södra Venezuela, Guyanaregionen, norra Bolivia och östra Amazonområdet i Brasilien. Den behandlas som monotypisk, det vill säga att den inte delas in i några underarter.

## Levnadssätt
Kanellövletaren hittas i säsongsmässigt översvämmade skogar, palmträsk och skogar med tät undervegetation bestående av Heliconia eller palmer. Den födosöker i skogens nedre del efter insekter genom att undersöka hängande döda löv eller uppsamlat detritus. Den ses ibland som en del av kringvandrande artblandade flockar, men rör sig ofta på egen hand.

## Status
Arten har ett stort utbredningsområde och beståndet anses vara stabilt. Internationella naturvårdsunionen IUCN listar den därför som livskraftig (LC).